# Diệp Lang
Diệp Lang (4 tháng 3 năm 1941 – 11 tháng 3 năm 2023), tên khai sinh là Dương Công Thuấn, là một nghệ sĩ cải lương nổi tiếng người Việt Nam. Ngoài lĩnh vực chính là cải lương, ông còn tham gia vào nhiều bộ môn nghệ thuật như kịch nói, điện ảnh. Ông từng trên 20 năm đảm nhiệm vai trò là thành viên Ban Chấp hành Hội Nghệ sĩ sân khấu Thành phố Hồ Chí Minh.

## Cuộc đời và sự nghiệp
Ông tên thật là Dương Công Thuấn, sinh ngày 4 tháng 3 năm 1941 tại làng Bình Tiên, quận Châu Thành, tỉnh Sa Đéc (nay là Tân Bình, Châu Thành, Đồng Tháp). Lên 8 tuổi, ông đã theo cha là thầy đàn Ba Diệp đi theo Đoàn Cải lương Tam Phụng. Nhưng cha của ông không muốn ông nối nghiệp đàn, vì người đàn chỉ ngồi sau cánh gà sân khấu, nên ông đã tìm thầy dạy hát cho Diệp Lang và cho ông học đóng những vai phụ.
Vào khoảng đầu thập niên 1950, trong đêm diễn vở "Lấp sông Gianh" tại rạp hát Nguyễn Văn Hảo (nay là rạp Công Nhân) trên đường Trần Hưng Đạo, Thành phố Sài Gòn, đoàn cải lương Kim Thoa bị ném lựu đạn, có 2 người trong đoàn thiệt mạng, cha con ông may mắn thoát chết. Nhưng chẳng được bao lâu sau đó, cha ông bệnh nặng, phải bỏ đoàn về quê và mất tại đây.
Chịu tang cha một thời gian thì ông tiếp tục lên Sài Gòn theo đuổi nghề hát. 12 tuổi, Diệp Lang bước lên sân khấu trong vở Lấp sông Gianh của Đoàn Cải lương Kim Thoa, rồi sau đó là Việt Hùng – Minh Chí, đến Phụng Hảo – Ba Vân..., nhưng đó cũng chỉ là những vai phụ, đến khi được soạn giả kiêm ông bầu Nguyễn Huỳnh (cũng là bạn của cha ông) đưa về đoàn Hoài Dung - Hoài Mỹ (Long An), ông mới được giao vai chính: hoàng tử trong vở "Chiếc nhẫn kim cương". Nghệ danh Diệp Lang (tức là con của Ba Diệp – cha ông) do soạn giả Nguyễn Huỳnh gọi ông khi ông bắt đầu được đóng vai chính ở Đoàn Cải lương Hoài Dung – Hoài Mỹ.
Năm 1962, ông gia nhập đoàn Kim Chưởng, Diệp Lang được soạn giả Thu An giao cho đóng vai ông già 70 tuổi (người cha trong vở Người anh khác mẹ). Đó là vai diễn ghi dấu ấn trong cuộc đời nghệ thuật của ông với Giải thưởng Thanh Tâm dành cho diễn viên triển vọng năm 1963.
Năm 1964, do tài nghệ diễn xuất của ông đạt đến đỉnh cao trong nghệ thuật, ông lại được nhận thêm bằng Danh dự của giải Thanh Tâm.
Năm 1965, ông bị triệu tập đi nhập ngũ theo lệnh của Nha Quân dịch thuộc Việt Nam Cộng hòa. Sau năm 1975, ông gia nhập đoàn Cải lương tập thể Sài Gòn II. Đoàn của ông lưu diễn khắp nơi, kể cả những vùng chiến sự như: Phnôm Pênh, Xiêm Riệp, Mặt trận 479,... Ông được tín nhiệm bầu làm Trưởng đoàn 284. Vừa tham gia công tác quản lý, vừa làm nghệ thuật, nhưng một thời gian sau, ông xin nghỉ làm quản lý và trở về nghiệp hát do áp lực công việc và bệnh tật. Đây cũng là thời gian gia đình ông gặp khó khăn nhiều nhất.
Sau năm 1975, ông đã đóng một số vở và rất thành công như: "Trung sĩ Tám" trong "Tìm lại cuộc đời", "Hội đồng Dư" trong "Tiếng hò sông Hậu", "Hội đồng Thăng" trong "Đời cô Lựu", "Lê Quý" trong "Tâm sự Ngọc Hân", "Lê Xuân Giác" trong "Tiếng sóng Rạch Gầm", "Ông nội" trong "Cây lẻ bạn", "Ông Hai" trong "Đàn ca tri kỷ".
Sau khi nhận danh hiệu Nghệ sĩ Nhân dân vào năm 2001, Diệp Lang bắt đầu thôi đi hát. Năm 2009, ông sang Hoa Kỳ để sống cùng gia đình. Ngày 11 tháng 3 năm 2023, ông qua đời tại San Diego, California, hưởng thọ 82 tuổi.

## Cuộc sống gia đình
Năm 1964, Diệp Lang kết hôn cùng với nghệ sĩ Phượng Liên, họ có hai người con (1 trai và 1 gái). Đến năm 1966, khi con gái chưa đầy 2 tháng tuổi, cuộc hôn nhân rạn nứt. Sau khi chia tay, hai người đều có ý định muốn quay lại với nhau nhưng không thành.
Năm 1978, Diệp Lang kết hôn với bà Thu Phong (hoa khôi của trường Gia Long ngày xưa). Ngày ông gặp bà, ông mới về đoàn Sài Gòn 2 diễn, bà thì ngưng học xin làm soát vé. Họ có với nhau hai người con (1 trai và 1 gái).

## Các vai diễn nổi bật
- Đời cô Lựu (vai Hội đồng Thăng)
- Kiếm sĩ dơi (vai Nhượng Phong)
- Lan và Điệp (vai ông Phủ Trần)
- Lôi Vũ (vai Lỗ Quý)
- Mùa thu trên Bạch Mã Sơn (vai Chu Thiên Mã)
- Máu nhuộm sân chùa (vai Chu Thiên Cát)
- Nạn con rơi (vai ông Tư Hăng Rết)
- Người tình trên chiến trận (vai A Khắc Lữ)
- Người anh khác mẹ (vai ông Đạt)
- Nửa đời hương phấn (vai ông Sáu)
- Nàng Hai bến Nghé (vai Trần Nguyên Sắc)
- Tâm sự Ngọc Hân (vai Lê Quý)
- Tô Ánh Nguyệt (vai ông Hương Cả)
- Tìm lại cuộc đời (vai Trung sĩ Tám)
- Tiếng hò sông Hậu (vai Hội đồng Dư)
- Xin một lần yêu nhau (vai Hồ Diên Trúc)

## Thành tích
Hơn 50 năm hoạt động trên nhiều lĩnh vực sân khấu và điện ảnh, ông đã đoạt được nhiều giải thưởng cao quý:
- Huy chương Vàng triển vọng  Giải Thanh Tâm (năm 1963)
- Bằng Danh dự  Giải Thanh Tâm (năm 1964)
- Nghệ sĩ Ưu tú (năm 1993)
- Huy chương Vì sự nghiệp sân khấu (năm 2000)
- Giải Mai vàng (năm 2001)
- Nghệ sĩ Nhân dân (năm 2003)

Ngoài ra, ông còn được chọn đi biểu diễn ở nước ngoài: năm 1984 tại Tây Âu, năm 1986 mặt trận 479 ở Xiêm Riệp, năm 1997 tại Pháp và năm 1998 tại Úc.

## Gia đình
Ông sống cùng con cháu ở California, Hoa Kỳ
- Thầy đàn Ba Diệp (cha)
- Đặng Thu Phong (vợ)
- Đạo diễn sân khấu, diễn viên kịch nói Bình Tiên (nghệ danh là Diệp Tiên) (con trai)